# 薩賴區

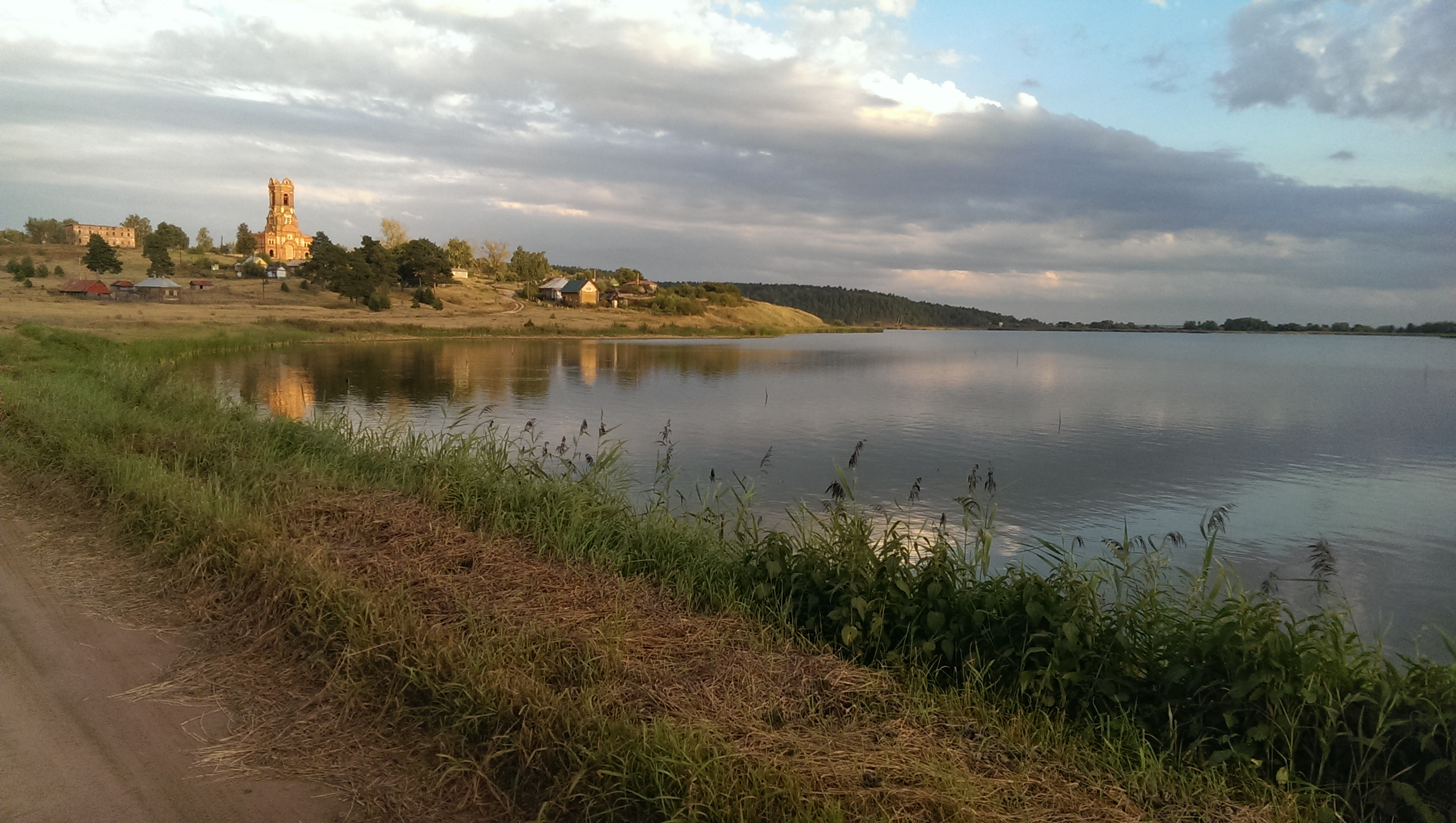

53°43′19″N 40°59′29″E / 53.72194°N 40.99139°E
薩賴區（俄语：Сараевский район），是俄羅斯的一個區，位於該國西部，由梁贊州負責管轄，面積2,117平方公里，2010年該區人口17,810，人口密度每平方公里8.41人。